# Midgard (Roman)
Midgard ist ein 1987 erschienener fantastischer Roman von Wolfgang und Heike Hohlbein,  in dem Elemente der nordischen Mythologie den Hauptbestandteil liefern.

## Handlung
Das Buch handelt von dem 14-jährigen Jungen Lif. Dieser lebt bei seinen Zieheltern Osrun und Fjella, zwei Stiefbrüdern und der alten Frau Skalla auf einem Hof an der Küste des Landes Midgard. Lif selber stammt nicht aus Midgard, er wurde in einem kleinen Nachen aus Goldblech von Osrun am Strand gefunden.
Lif hat oft Tagträume und Osrun duldet diese nicht, da er denkt, die Träume würden Lif verweichlichen und von der Arbeit abhalten. Ebenso wenig duldet er es, wenn die alte Skalla Lif alte nordische Sagen erzählt.
Eines Tages, als ein Sturm aufzieht, sieht Lif an der Küste ein fremdes Schiff, das Nagelfar, einen Vorboten des Fimbulwinter. Auf dem Hof glaubt ihm niemand außer Skalla. Einige Tage später verliert Lif im Sturm eine Kuh und sucht diese, aus Angst von Osrun bestraft zu werden.
Im Wald beobachtet er den Kampf zwischen dem Asen Baldur und dem Fenriswolf, da Baldur ihn für seinen Zwillingsbruder Lifthrasil hält, versucht er Lif zu erschlagen, jedoch verhindert eine auftauchende Norne schlimmeres. Lif wird ohnmächtig und von Osrun im Wald gefunden.
Der Sturm nimmt kein Ende und Lif bekommt von Skalla nun die gesamte Geschichte erzählt – Skalla berichtet, dass der Fimbulwinter hereingebrochen ist und Ragnarök bevorsteht. Lif macht sich auf die Suche nach seinem Bruder Lifthrasil und läuft davon.
Auf seiner Suche trifft er den König der Alben Eugel, der ihn vor einem Rudel Wölfe rettet. Zusammen mit Eugel besteigt Lif das Schiff der Norne Skuld, dass ihn nach Asgard dem Sitz der Asen bringen soll. Jedoch werden die beiden von Jörmungander, der Midgardschlange angegriffen und schließlich von Surtur, dem Feuerriesen gefangen genommen. Die beiden werden nach Muspellsheim gebracht, wo sie zusammen mit Baldur getötet werden sollen. Hier trifft Lif zum ersten Mal auf seinen Bruder Lifthrasil. Dieser verhilft ihnen zur Flucht, um die Prophezeiung, dass die beiden sich auf dem Schlachtfeld begegnen sollen, nicht zu gefährden.
Auf der Flucht vor Surtur und seinen Riesen durchqueren Lif und seine beiden Begleiter das Totenreich Hel, finden an der Wurzel der Weltesche Yggdrasil den Thors verloren geglaubten Hammer Mjölnir und verwunden den Drachen Nidhögger. Der Wächter zur Unterwelt, der Höllenhund Garm wird ebenfalls erschlagen.
Schließlich gelangen die Helden nach Asgard, wo Lif von den Asen freundlich aufgenommen wird. Um sich auf die letzte Schlacht, Ragnarök, die Götterdämmerung, vorzubereiten, bilden die Asen Lif zum Kämpfen aus.
Die Asen bereiten sich auf den Kampf vor und befestigen Asengard, ihre Heimat. Dabei soll ihnen ein Eisriese helfen, der Eisriese jedoch stellt die Bedingung, dass er für seine Hilfe die Göttin Freya und ihre beiden Kinder, Sonne und Mond haben möchte. Die Asen willigen ein. Kurz vor der Fertigstellung lockt Thor das dem Eisriesen helfende Pferd mithilfe einer Stute weg. Der Eisriese kann seine Arbeit nicht vollständig beenden und greift im Zorn Odin und die anderen Asen an, wobei er und Baldur getötet werden. Loki, der Ase der dem Riesen den Auftrag zum Bau der Mauer erteilte, flieht nach dem Kampf und läuft zu Surtur über.
Lif, Odin und Thor machen sich auf die Jagd nach Loki. Nachts schleicht Lif sich davon und flieht mit Odins Pferd Sleipnir. Er gelangt zum Urdbrunnen unter der Weltesche Yggdrasil, wo ihm von den Nornen ein Blick auf sein Schicksal gewährt wird. Der Brunnen weissagt, dass die Menschen die Götter Midgards nach ihren Vorstellungen gemacht haben, daher gibt es Krieg und Verderben.
Vom Urdbrunnen aus bricht er auf zu Osruns Hof, jedoch ist der Hof verlassen. Lif erkennt, dass sein Platz nicht mehr bei den Menschen liegt, da sie ihn für den Fimbulwinter und die damit verbundenen Konflikte, Nahrungs- und Unterkunftsmangel, sowie alles Leid verantwortlich machen. Er kehrt mit Odin und Thor zurück nach Asengard um die Schlacht Ragnarök endgültig zu schlagen.
In der Schlacht sterben alle Götter und Kreaturen, schließlich steht Lif, Surtur und Lifthrasil gegenüber. Als Surtur versucht Lif zu erwürgen, hilft ihm Lithrasil und durchbohrt Surtur mit einem Speer. Lif versucht aufgrund der Prophezeiung mit Lifthrasil zu kämpfen, aber Lifthrasil lehnt den Kampf ab und beruhigt Lif: Sie sind die einzigen Überlebenden der Schlacht und bestimmen das Schicksal der neuen Welt. Lifthrasil nimmt den Helm ab und es stellt sich dann heraus, dass er eigentlich eine Frau ist – Lifs Schwester.

## Hintergrund
Wolfgang und Heike Hohlbein haben den germanischen Sagenkreis lediglich als Anregung für ihre Geschichte genommen, die Charaktere kommen allesamt in verschiedenen Sagen vor, aber stehen in einem anderen Zusammenhang: Beispielsweise findet Ragnarök ohne Lif und Lifthrasil (richtig: Lífthrasir) statt, die beiden gelten lediglich als einzige Menschen, die den Fimbulwinter überleben. Auch sind die Geschlechter im Roman vertauscht: in der germanischen Mythologie ist Líf weiblich und Lífthrasir männlich.